# مارتینسریت
مارتینسریت (به آلمانی: Martinsrieth) یک منطقهٔ مسکونی در آلمان است که در Wallhausen واقع شده‌است. مارتینسریت ۱۹۳ نفر جمعیت دارد.